# 陳英泰
陳英泰（1928年2月18日—2010年1月18日），是一位出身臺北木柵的企業家及白色恐怖受難者。

## 生平
1940年，陳英泰畢業於木柵公學校（今臺北市文山區木柵國民小學前身），隨即考入臺北州立臺北第二中學校就讀。中學畢業後，他進入臺灣總督府立臺北經濟專門學校繼續升學。完成學業後，他進入臺灣銀行任職；期間，他受中學同學邀請加入中國共產黨台灣省工作委員會。
1950年10月23日，他在臺灣銀行總行國外部工作時被逮捕，並被列為「鍾國輝案」相關人物。1951年，他被以「參加叛亂之組織」判處有期徒刑12年。同年5月17日，他被移送綠島新生訓導處。入獄後，他被監獄管理者視為頑強的「阻擾感訓者」；因此，他在1953年2月被移送國防部新店監獄，並被安排住在隔離房予以特別管束。1959年，他被再度移送綠島。1961年10月，他被移送土城生產教育實驗所，並被監禁至1962年10月23日獲釋為止。期間，他在綠島曾因健康問題被特准擔任輕公差。
出獄後，他長期從事貿易並因此獲利，更經常前往臺灣各地探望許多白色恐怖受難者。解嚴後，他更積極尋訪昔日獄中友人，並據其訪談回憶寫作並發表專書及相關文字作品。後來，他還架設部落格將其作品及相關資料放置於其中，並開始投入轉型正義相關事務。
2010年1月18日22時，他因心肌梗塞去世。2010年1月30上午，親友為其在大稻埕基督長老教會舉行告別禮拜。
他曾擔任五十年代白色恐怖案件平反促進會常務理事、台北市高齡政治受難者關懷協會理事。

## 著作
- 《回憶，見證白色恐怖》（2005年）[6]
- 《再說白色恐怖》（2009年）[7]

## 軼事
- 嚴秀峰（李友邦的妻子）、姜民權等同陳英泰於1953年2月3日被送離綠島。[8]

## 外部連結
- 陳英泰部落格 :: 隨意窩 Xuite日誌 （页面存档备份，存于）